# Palacio Corner della Ca' Granda
El Palacio Corner della Ca' Granda, Ca' Corner del la Ca' Granda o simplemente Ca' Corner es un palacio renacentista italiano situado en el sestiere de San Marco junto al Gran Canal de Venecia, entre el Palacio Minotto-Barbarigo y la "Casina delle rose". Parte del edificio es la sede de la ciudad metropolitana de Venecia y de la prefectura.

## Historia
La Ca' Corner fue proyectada por Jacopo Sansovino, después de que en 1532 un incendio hubiera destruido la residencia previa de la familia patrícia de los Corner, el Palazzo Cornaro fundado por Bartolomeo Malombra, conde de la Tisana, cuya existencia está atestiguada por un plano del siglo XVI realizado por Jacopo de' Barbari y adquirido por los Corner en 1499. La crónica de este incendio ha sido narrada por Marin Sanudo. Este fue uno de los primeros encargos que recibió el arquitecto en Venecia.
En 1817, después de otro incendio, el palacio fue cedido por Andrea Corner al patrimonio estatal del Imperio austríaco, que instaló en él la delegación provincial Imperial y a continuación también la lugartenencia Imperial, equivalente a la prefectura. Posteriormente, tras la anexión de la ciudad al Reino de Italia, mantuvo su mismo uso, todavía vigente en la actualidad.

## Descripción

El edificio en un cuadro de Canaletto del Gran Canal.

Caracterizado por una monumentalidad ya puesta de relieve por su apelativo Ca' Granda, rompe con su monumentalidad la secuencia de los edificios limítrofes y ejemplifica la capacidad de innovación de su diseñador, Jacopo Sansovino.
Está situado en una ubicación de prestigio, no muy lejos de la Plaza de San Marcos. La parcela es alargada y el edificio presenta una planta con forma de dado, casi rectangular con un patio al norte.
El palacio tiene una fachada muy trabajada mirando hacia el Gran Canal, dividida en tres órdenes que se corresponden con sus tres niveles, en torno al patio, típico elemento bramantesco. El arquitecto decoró la zona inferior (primer orden) con almohadillado, y dio ritmo a las plantas superiores con una serie de arcos que amplifican el efecto de claroscuro del edificio, revelando su matriz clásica, donde los entrantes prevalecen sobre los salientes. En el segundo orden hay ventanas enmarcadas por arcos con balaustre, divididas por parejas de columnas jónicas decorativas que sostienen un entablamento. En el tercer orden también hay ventanas enmarcadas por arcos con barandillas, divididas en este caso por parejas de columnas corintias decorativas que se sostienen un entablamento con ventanas elípticas en el friso.
El conjunto resulta así modulado por la incidencia de la luz sobre los diferentes niveles, lo que muestra la atención prestada al valor tonal de las superficies en sintonía con la pintura manierista véneta. Se puede hablar por tanto de fusión de dos realidades arquitectónicas diferentes: la tipología neopalacial romana y la concepción véneta según la cual columnas, arquitrabes y arcos vuelven a tener una función portante.